# 김홍빈 (야구 선수)
김홍빈(1996년 9월 16일 ~ )은 KBO 리그 성남 맥파이스의 투수이다.

## 넥센 히어로즈시절
2016년에 입단하였다. 2017년에 김규민과 함께 정식 선수로 전환되었고, 5월 2일 KIA전에서 구원투수로 출전하여 데뷔 첫 경기를 치렀다. 경기에서 2이닝 2실점(1자책)을 기록하였다.

## 수상
- 2013년 야구대제전 우수투수상

## 출신 학교
- 서림초등학교
- 동성중학교
- 동성고등학교